# Charles Gosselin (peintre)
Pour les articles homonymes, voir Charles Gosselin et Gosselin.
Charles Gosselin est un peintre et un conservateur de musée français né dans l'ancien 10e arrondissement de Paris le 26 janvier 1833 et mort le 24 octobre 1892 à Versailles.

## Biographie

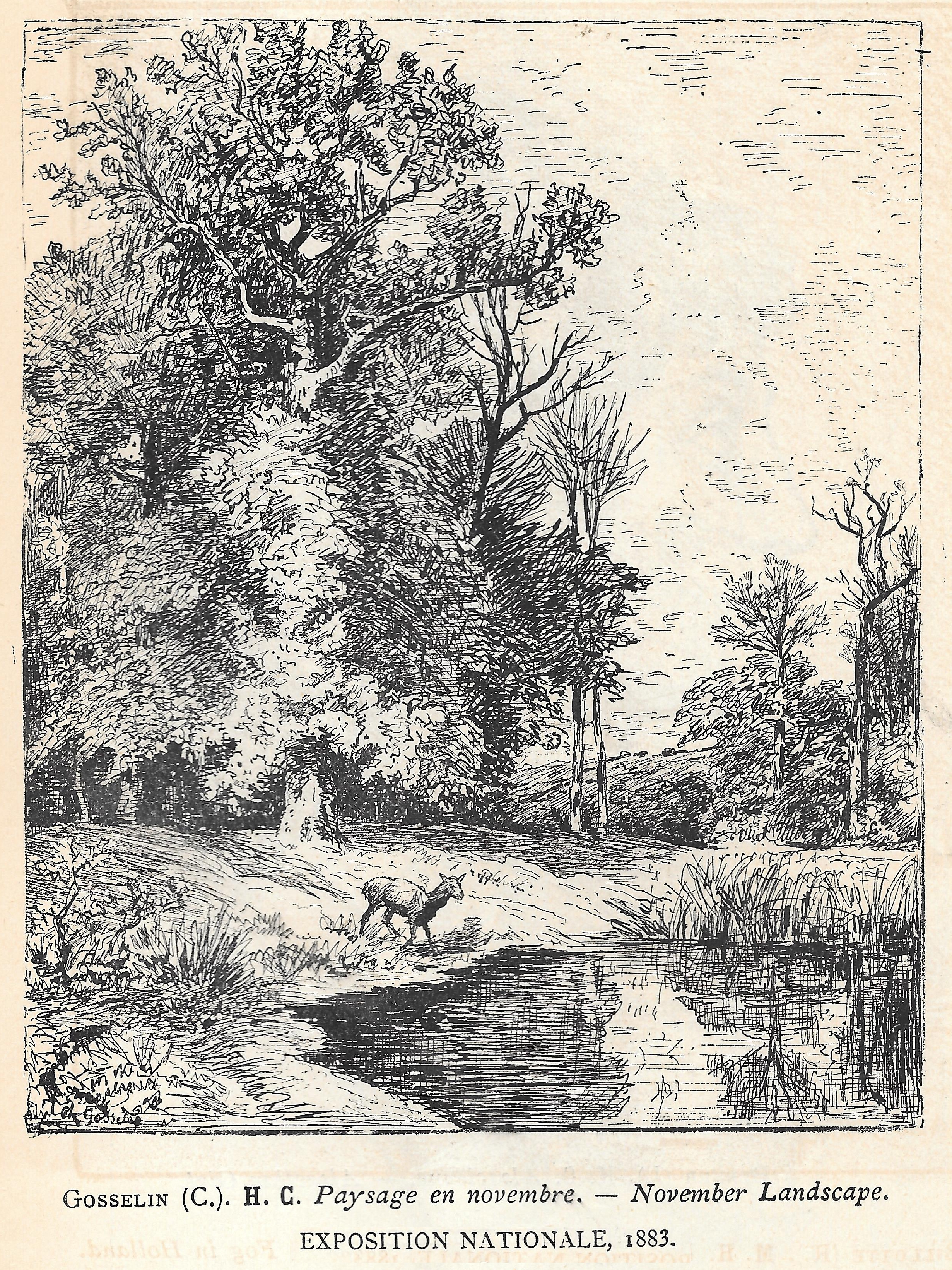
Charles Gosselin - Paysage en novembre - Exposition nationale de 1883.

Issu d'une vieille famille de l'Eure, Charles Gosselin porte le même prénom que son père, Charles Gosselin, célèbre éditeur d'Honoré de Balzac, de Walter Scott et des grands romantiques français comme Alphonse de Lamartine et Alfred de Vigny. Sa mère, Rose Mame, est issue d'une dynastie d'imprimeurs et éditeurs.
Il devient peintre et pratique essentiellement le paysage. Exposant régulièrement au Salon, il semble avoir une certaine renommée puisque c'est lui qui recommande — en le présentant comme son élève — le jeune Louis Valtat en 1886, lors de sa candidature à l'École des beaux-arts de Paris.
Gérald Schurr répertorie Charles Gosselin dans son Dictionnaire des petits maîtres de la peinture et note ses « empâtements touffus ». À sa mort en 1892, la rubrique nécrologique de la Gazette anecdotique, littéraire, artistique et bibliographique (1892) précise, avant même d'indiquer sa fonction de conservateur, qu'il s'agit d'un « paysagiste distingué ».
Charles Gosselin succède en effet en 1882 à Louis Clément de Ris, conservateur du château de Versailles.
Il ne semble pas que le travail de conservation ait particulièrement intéressé l'artiste peintre. Disposant de peu de fonds, sans grande initiative, Charles Gosselin, explique Le Correspondant dans un article de 1922, « s'accommodait de ce calme plat ». Le 3 novembre 1886, il voit arriver à Versailles un jeune attaché, Pierre de Nolhac, auquel il recommande : « Pas de zèle, jeune homme ; écrivez des livres sur Versailles. »
De son côté, Pierre de Nolhac raconte ses entretiens avec Charles Gosselin en ces termes : « Je venais de Paris trois fois par semaine et, après une courte promenade, écoutais docilement les instructions du conservateur, le peintre Charles Gosselin. Ce Parisien cultivé, homme d'esprit, se jugeait en exil à Versailles. »
Le 24 octobre 1892 disparaît Charles Gosselin, premier conservateur de Versailles à porter le titre de « conservateur des musées nationaux de Versailles et des Trianons ». Pierre de Nolhac lui succède.

## Distinction
- Chevalier de la Légion d'honneur (20 octobre 1878)[10]

## Collections publiques
- Bûcherons, 1874, huile sur toile, Lille, palais des beaux-arts de Lille[11]
- Le bassin de Neptune, salon de 1887, huile sur toile, 173 x 142 cm, Dijon, musée des beaux-arts de Dijon
- Château d'Arques, État, 1885, Louviers, musée municipal